# Cunnersdorf (Ebersbach)
Cunnersdorf ist ein Ortsteil der sächsischen Gemeinde Ebersbach im Landkreis Meißen. Im Jahr 1216 ersterwähnt, gehört der an der Großen Röder gelegene Ort seit 1994 zu Ebersbach.

## Geographie und Verkehrsanbindung
Cunnersdorf befindet sich etwa drei Kilometer nördlich des Hauptortes Ebersbach auf 130 m ü. NN. Die nächsten größeren Städte in der Umgebung sind das zehn Kilometer entfernte Großenhain und das fünf Kilometer entfernte Radeburg im Landkreis Meißen. Cunnersdorf ist in dem Landschaftsschutzgebiet Mittlere Röderaue und Kienheide gelegen, das zur Großenhainer Pflege gehört. Um den Ort gibt es ein dichtes Gewässernetz, das bedeutendste Fließgewässer der Gegend ist die über Cunnersdorfer Flur verlaufende Große Röder. Sie entspringt bei Rammenau und mündet in Südbrandenburg in die Schwarze Elster. Größere Stehgewässer in der Umgebung sind der Vierteich, der Neuteich und der Dammmühlenteich sowie der Speicher Radeburg II (Großteich).
Durch Cunnersdorf führt die Kreisstraße 8516, die im Ort die Große Röder überbrückt und ihn mit Ebersbach und Lampertswalde verbindet. Südlich des Dorfes verläuft die sächsische Staatsstraße 91 von Großenhain nach Radeburg. Kleinere Straßen führen von der Cunnersdorfer Umgebung aus in die Nachbarorte Bieberach und Freitelsdorf. Etwa vier Kilometer östlich Cunnersdorfs verläuft die Bundesautobahn 13. Der nächste Anschluss an diese wichtige Verbindungsstraße nach Berlin und Dresden befindet sich im auf Straßen sieben Kilometer entfernten Thiendorf. Eine Buslinie verbindet Cunnersdorf unter anderem mit Großenhain, Radeburg und Dresden. Cunnersdorf ist umgeben von Ackerflächen, der Ort selbst ist von Bauernhöfen und kleineren Wohnhäusern geprägt. Im östlichen Teil des Dorfes befindet sich das Gelände der Cunnersdorfer Agrar GmbH.
Der Ort bildet eine gleichnamige Gemarkung, die in ihren Abmessungen dem Gebiet der bis 1972 eigenständigen Gemeinde Cunnersdorf entspricht. Diese Gemarkung misst 2,59 km² Fläche und grenzt im Nordosten an die Gemarkung Schönfeld. Östlich und südöstlich benachbart ist Freitelsdorf, südwestlich Cunnersdorfs befindet sich Niederebersbach. Die Begrenzung der Gemarkung im Westen bildet Bieberach.

## Geschichte
| Jahr               | Einwohner |
| ------------------ | --------- |
| 1834               | 155       |
| 1871               | 189       |
| 1890               | 178       |
| 1910               | 192       |
| 1925               | 191       |
| 1933               | 192       |
| 1939               | 229       |
| 1946               | 325       |
| 1950               | 283       |
| 1964               | 283       |
| → Freitelsdorf.-C. |           |
| 2012               | 235       |

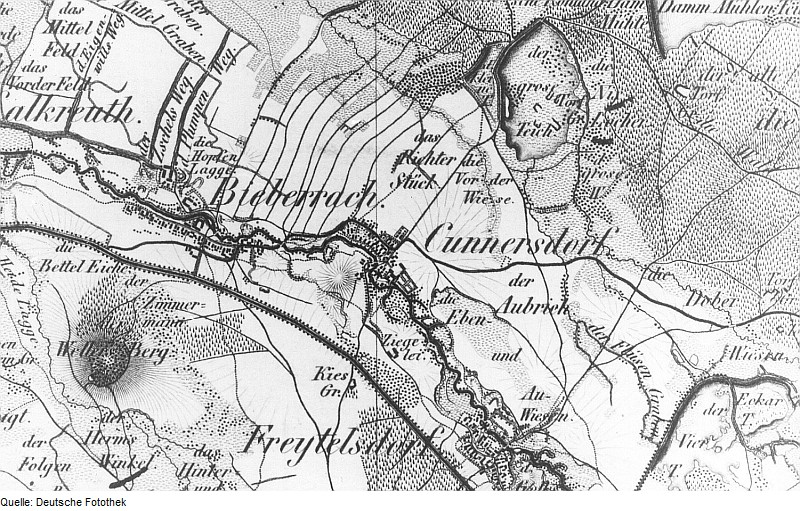
Cunnersdorf und Umgebung im Topographischen Atlas des Königreichs Sachsen.

Ein Dorf an dieser Stelle wird erstmals im Jahre 1216 genannt, als ein Christianus de Kůnradisdorf in Urkunden auftaucht. Anschließend entwickelte sich der Ortsname über Cunradistorf (1369) und Kunerstorff (1501) zu Cunnersdorf. Die Gründung des Rittergutes, das das Ortsbild heute noch prägt, erfolgte erst gut einhundert Jahre später durch Conrad Gutsherr aus Franken. Dieses 1350 etablierte Rittergut war noch bis in die Mitte des 19. Jahrhunderts von Bedeutung. In der Frühen Neuzeit wurde Cunnersdorf von Großenhain aus verwaltet. So gehörte der Ort im 14. Jahrhundert bereits zum Castrum Großenhain, folgend dann in der Mitte des 16. Jahrhunderts zum Amt Großenhain und ab 1856 zum Gerichtsamt Radeburg. Ab dem Jahr 1875 oblag die Verwaltung dann der Amtshauptmannschaft Großenhain.
Bevor Cunnersdorf 1838 durch die Sächsische Landgemeindeordnung Eigenständigkeit als Landgemeinde erhielt, war der Ort durch das Lehnswesen geprägt. Das ortsansässige Rittergut übte 1552 die Grundherrschaft über 18 besessene Mann und 31 Inwohner aus, die fünf Hufen Land bewirtschafteten. Nach dem Ende des Siebenjährigen Krieges (1756–1763) hatten die Cunnersdorfer Herren die Grundherrschaft über 14 besessene Mann und sieben Häusler inne, die auf 3 1⁄4 Hufen lebten.
Im Jahr 1900 erstreckte sich um die Gutssiedlung Cunnersdorf eine 259 Hektar große gelängeähnliche Gutsblockflur mit Parzellen, die fast ausschließlich landwirtschaftlich genutzt wurde, da die Bewohner des Dorfes vornehmlich Bauern waren. Im Jahr 1925 war die überwiegende Mehrheit der 191 Einwohner Cunnersdorfs evangelisch-lutherisch. Dieser während der Reformation entstandenen Konfession gehörten 183 Cunnersdorfer an, die übrigen acht waren anderer oder keiner Religion. Gepfarrt war das Dorf bereits im 16. Jahrhundert in die Niederebersbacher Kirche und gehört heute zur Kirchgemeinde Ebersbach.
Nach dem Zweiten Weltkrieg kam das Land Sachsen in die Sowjetische Besatzungszone und später zur DDR. Die historisch gewachsene Zugehörigkeit zu Großenhain blieb auch nach der Gebietsreform 1952 erhalten, die Cunnersdorf dem Kreis Großenhain im Bezirk Dresden zuordnete. Das bäuerliche Leben im Ort wurde nun sukzessive nach dem Prinzip der Landwirtschaft in der DDR ausgerichtet. Die kommunale Eigenständigkeit Cunnersdorfs endete am 1. Januar 1973, als die Gemeinde mit dem Nachbarort Freitelsdorf zur neuen Gemeinde Freitelsdorf-Cunnersdorf vereinigt wurde.
Nach der Deutschen Wiedervereinigung kam Cunnersdorf zum wiedergegründeten Freistaat Sachsen. Da die Gemeinde Freitelsdorf-Cunnersdorf mit ihren etwas mehr als 400 Einwohnern zu klein war, um weiterhin eigenständig bleiben zu können, schloss sie sich mit Wirkung zum 1. Januar 1994 mit Bieberach, Ebersbach, Kalkreuth und Rödern zur neuen Gemeinde Ebersbach zusammen. Seitdem ist Cunnersdorf einer der 14 Ortsteile dieser Gemeinde. Die folgenden Gebietsreformen in Sachsen ordneten Ebersbach 1994 dem Landkreis Riesa-Großenhain und 2008 dem Landkreis Meißen zu.
Lebten 1834 noch 155 Menschen in Cunnersdorf, waren es 1890 bereits 178 und im Jahr 1910 192. Bis 1933 blieb die Einwohnerzahl Cunnersdorfs konstant, stieg dann aber schnell auf 229 (1939) und dann auf den ermittelten Höchststand von 325 im Jahr 1946. Bis 1950 ging sie wieder auf 283 zurück, blieb dann etwa bis zur Eingemeindung konstant. Am 31. Dezember 2012 lebten 235 Menschen in Cunnersdorf.

## Schloss Cunnersdorf

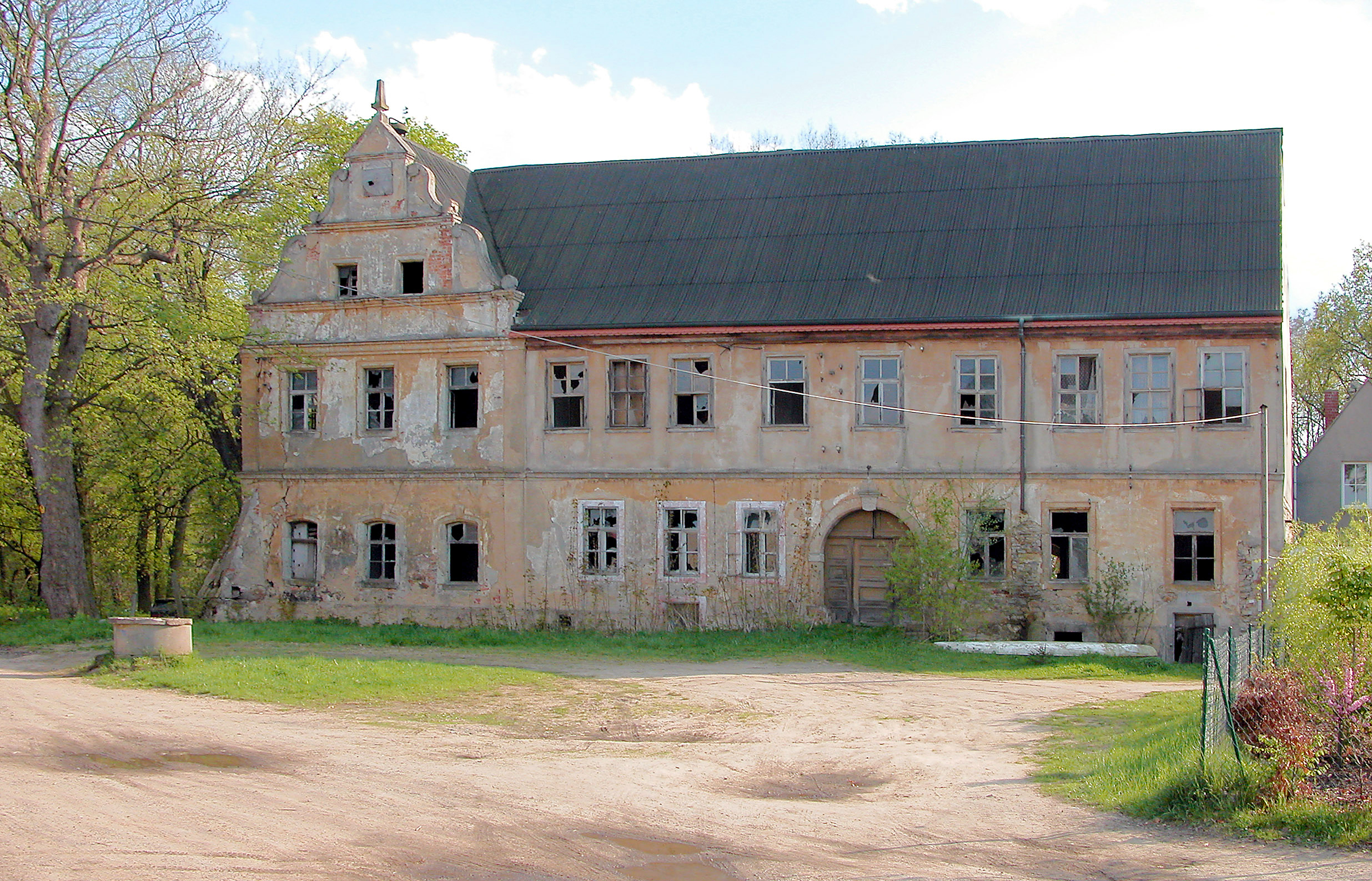
Schloss Cunnersdorf, Zustand 2006

Der Schloss Cunnersdorf genannte ehemalige Herrensitz ist schlicht gehalten und hat einen winkelförmigen Grundriss. Es enthält Elemente der Renaissance und wurde 1787 durch den heutigen rechten Flügel erweitert. Der ältere linke Flügel wurde bereits 1656 errichtet. Auch das Tor zum Anwesen stammt aus der Zeit der Renaissance.
Nach der Wende kaufte ein Investor das verfallende Gebäude mit dem Ziel, hier ein Altersheim zu errichten. Nachdem die Pläne gescheitert waren, verfiel das Schloss weiter. Später kam es zu provisorischen Sicherungsmaßnahmen, seit 2008 wird das Schloss von einem neuen Eigentümer saniert. Das gesamte Rittergutsgelände ist etwa 15000 m² groß.